# Roko Baturina
Roko Baturina (ur. 20 czerwca 2000 w Splicie) – chorwacki piłkarz występujący na pozycji napastnika w słoweńskim klubie NK Maribor, do którego jest wypożyczony z węgierskiego Ferencvárosi TC. W rundzie jesiennej sezonu 2021/2022 był zawodnikiem Lecha Poznań. Były młodzieżowy reprezentant Chorwacji, w kategoriach wiekowych od lat 14., do lat 20. 

## Sukcesy

### Klubowe
Ferencvárosi TC
- Mistrz Węgier: 2020/2021

### Indywidualne
- Król strzelców Pucharu Węgier: 2020/2021 (6 goli)

## Życie prywatne
Syn byłego piłkarza, a obecnie trenera Matego Baturiny. Ma młodszych braci Martina oraz Marina, który również są piłkarzami.